# Vorderer Seekopf
Vorderer Seekopf är en bergstopp i Österrike. Den ligger i distriktet Lienz och förbundslandet Tyrolen, i den centrala delen av landet. Toppen på Vorderer Seekopf är 3 280 meter över havet, eller 165 meter över den omgivande terrängen.
Den högsta punkten i närheten är Rainerhorn, 3 559 meter över havet, 4,2 km nordväst om Vorderer Seekopf.
Trakten runt Vorderer Seekopf består i huvudsak av kala bergstoppar och isformationer.